# Sophia Hober
Sophia Hober, född 1965 är svensk forskare i ämnet bioteknik och professor vid Kungliga Tekniska högskolan (KTH) i Stockholm.
Sophia Hober blev civilingenjör i kemiteknik vid KTH 1989 och försvarade sin doktorsexamen i biokemi 1996. Hon är sedan 2007 professor i molekylär bioteknik vid KTH. Hober var dekanus vid KTH 2011–2015 och är sedan 2012 ledamot av Kungliga Ingenjörsvetenskapsakademien.
Hobers forskning är centrerad kring utveckling av affinitetsproteiner för användning inom bioteknik och medicin. Hennes viktigaste vetenskapliga meriter inom området proteinrening inkluderar bland annat förbättringar av den alkaliska toleransen av protein A för industriell rening av monoklonala antikroppar. Detta arbete ledde fram till produkten MabSelect SuRe, som säljs av Cytiva. Professor Hober har även utvecklat en ny proteindomän med kalciumberoende affinitet som kan användas för mild rening av monoklonala antikroppar. I sitt arbete har hon utvecklat proteindomäner med förmåga att starkt och selektivt binda cancermarkörer. Dessa har i kliniska utvärderingar, visats fungera mycket bra för precisionsdiagnosticering av cancer in situ. Hober är bland annat medgrundare till bioteknikbolagen Affibody AB och Atlas Antibodies AB.

## Utmärkelser
- 2022, Westrupska priset, Kungl. Fysiografiska Sällskapet i Lund[6]
- 2022, Årets Alumn, KTH[7]
- 2015, Janne Carlssons pris för akademiskt ledarskap, KTH[8]
- 2013, The award of the International Society for Molecular Recognition (ISMR)[9]